# Martín Mantovani
Martín Maximiliano Mantovani (San Miguel, Argentina; 7 de julio de 1984) es un exfutbolista argentino nacionalizado italiano que jugaba en la posición de defensa.

## Trayectoria

### Primeros años
Mantovani hizo inferiores Banfield de Mar del Plata y jugó en la categoría superior de Kimberley y Cadetes en esa ciudad. Con este último equipo disputó el Argentino C (quinta división), la más baja a nivel nacional en el fútbol argentino. Luego fichó por el Atlético de Madrid en el verano de 2006. Jugando con el Atleti "C", jugó esporádicamente con el filial rojiblanco en Segunda B en la temporada 09-10.
Padeció mucho para conseguir su pasaporte comunitario. Tuvo que dormir a la intemperie, jugó en el Tirgu Mures rumano y sufrió amenazas de parte de los dirigentes, luego fue estafado por un falso representante. Llegó a perder 7 kilos por la angustia sufrida. 
El 10 de agosto de 2010 fichó por la Cultural y Deportiva Leonesa, también en Segunda B. La siguiente temporada firmó con el Atlético Baleares y luego por el Real Oviedo.

### C. D. Leganés
El 26 de enero de 2013 el Real Oviedo lo cedió al C. D. Leganés. Jugó 39 partidos en la temporada en la que el club madrileño retornó a Segunda diez años después. En junio de 2014 firmó como jugador blanquiazul en propiedad. En su llegada al Leganés como quinto refuerzo, Mantovani no tuvo reparos en desnudar su ilusión: tras el primer entrenamiento en el Estadio Butarque, bajo las órdenes del entrenador Asier Garitano, el joven de 29 años se mostró muy contento y destacó su entusiasmo por las metas propuestas.

Estoy muy agradecido porque me abrieron las puertas con enorme amabilidad; y para devolver la gentileza, dejaré todo por esta camiseta”, remarcó aquella vez.

En la temporada 2013-14 vistió la casaca del Leganés en 34 oportunidades, en las cuales siempre fue incluido en la formación inicial. Sólo fue reemplazado en dos ocasiones y, en ambas, lo sustituyeron en el segundo tiempo. En total, jugó 3404 minutos y marcó tres goles contra la S. D. Huesca, Getafe C. F. "B" y Lleida Esportiú; este último le dio a su equipo el pasaje a la final por el ascenso frente al C. E. L’Hospitalet. Recibió seis amonestaciones y fue expulsado cuatro veces (una por roja directa y tres por doble amonestación).

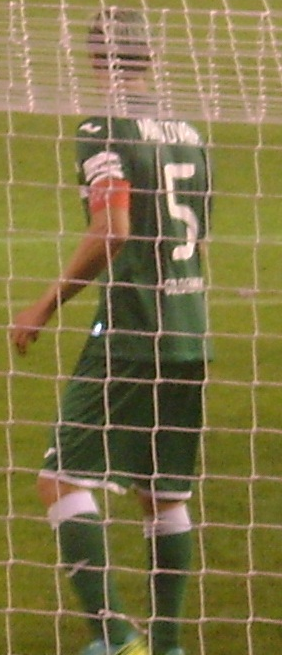
Mantovani disputando un partido con el Leganés.

De los veintitrés futbolistas del equipo, solo cinco permanecían del plantel que subió a Segunda, entre ellos el capitán Martín Mantovani. A pesar de unos discretos resultados encadenando empates en las primeras jornadas, el Leganés mostró una gran mejoría a partir de diciembre: permanecieron imbatidos durante catorce partidos consecutivos, y los buenos resultados en Butarque los llevaron a los puestos de ascenso, algo impensado al inicio de temporada. Llegaron a ser incluso líderes en el tramo final (por primera vez en su historia fuera de la primera jornada), consiguiéndolo frente al campeón, el Deportivo Alavés tras un 2:0 en Butarque, si bien el Deportivo Alavés los terminaría desbancando. 
La última jornada, encontraría a Martín y su equipo (ya en la segunda posición de la tabla) frente al C. D. Mirandés en Anduva. El capitán se dirigió a sus compañeros en el vestuario de Anduva antes del histórico partido. Tras vencer al Mirandés por 0:1, gol de cabeza de Insua, acompañados por más de un millar de aficionados, se dio por fin el tan ansiado así como inesperado ascenso a primera división. De este modo, el C. D. Leganés se convertía en equipo de Primera División por primera vez en su historia y en el sexagésimo primer equipo en debutar en la máxima categoría.
En junio de 2018 finalizó su contrato con el Leganés y dejó el club tras seis temporadas en las que se convirtió, con 166 partidos oficiales, en el jugador extranjero con más partidos de la historia y el décimo del total, alcanzó dos ascensos y logró marcar en tres categorías distintas.

### U. D. Las Palmas
Tras la salida de Leganés se incorporó a la U. D. Las Palmas en la Segunda División por dos temporadas con opción a una más. En marzo de 2019 fue cedido hasta el final de la temporada a la S. D. Huesca. El 20 de octubre de 2021 rescindió el año que le quedaba de contrato con el club amarillo.

### Andorra y Móstoles
Dos días más tarde, el 22 de octubre, firmó por el F. C. Andorra de la Segunda División B hasta el final de temporada. Una vez esta terminó quedó libre y en septiembre de 2021 regresó a la Comunidad de Madrid para jugar en el C. D. Móstoles U. R. J. C.

### Retirada
En el verano de 2022 dejó el Móstoles y el fútbol profesional. Tras dos años sin equipo en los que participó en la Kings League, el 24 de junio de 2024 recibió un homenaje en Butarque donde hizo oficial su retirada. El 24 de julio de ese año se reincorporó al Leganés para ser el nuevo responsable de relaciones Institucionales del club pepinero.

## Clubes y estadísticas
Actualizado hasta el último partido jugado el 15 de mayo de 2022.
| Club                         | País      | Año       | PJ (Goles) |
| ---------------------------- | --------- | --------- | ---------- |
| C. A. Kimberley              | Argentina | 2002-2004 |            |
| C. A. Cadetes                | Argentina | 2004-2006 |            |
| Club Atlético de Madrid "C"  | España    | 2006-2010 |            |
| Club Atlético de Madrid "B"  | España    | 2009-2010 | 7 (0)      |
| Cultural y Deportiva Leonesa | España    | 2010-2011 | 32 (0)     |
| C. D. Atlético Baleares      | España    | 2011-2012 | 29 (1)     |
| Real Oviedo                  | España    | 2012-2013 | 35 (0)     |
| C. D. Leganés                | España    | 2013-2018 | 159 (11)   |
| U. D. Las Palmas             | España    | 2018-2020 | 38 (0)     |
| S. D. Huesca (cedido)        | España    | 2019      | 9 (2)      |
| F. C. Andorra                | Andorra   | 2020-2021 | 12 (0)     |
| C. D. Móstoles U. R. J. C.   | España    | 2021-2022 | 27 (3)     |